# Президент на Черна гора
Президентът на Черна гора (на черногорски: Предćедник Црне Горе / Predśednik Crne Gore) е държавният глава на Черна гора. Неговият мандат е пет години, като има право и на едно преизбиране. Назначава се чрез преки избори.
| Име | Име             | Партия                                                                                                 | Заел поста       | Напуснал поста  | Портрет |
| --- | --------------- | --- | ---------------- | --------------- | ------- |
| 1   | Момир Булатович | Съюз на комунистите в Югославия (до 1991) Демократическа партия на социалистите в Черна гора (от 1991) | 23 декември 1990 | 15 януари 1998  |         |
| 2   | Мило Джуканович | Демократическа партия на социалистите в Черна гора                                                     | 15 януари 1998   | 25 ноември 2002 |         |
| 3   | Филип Вуянович  | Демократическа партия на социалистите в Черна гора                                                     | 22 май 2003      | 20 май 2018     |         |
| 4   | Мило Джуканович | Демократическа партия на социалистите в Черна гора                                                     | 20 май 2018      | 20 май 2023     |         |
| 5   | Яков Милатович  | Европа сега!                                                                                           | 20 май 2023      | действащ        |         |